# Santa Maria della Riforma
Santa Maria della Riforma era uma minúscula capela pública que ficava localizada na entrada da Via della Consulta do Palazzo della Consulta, no rione Monti de Roma. Era dedicada a Nossa Senhora da Reforma, um título que não existe em nenhum outro lugar.

## História
O palácio foi construído em 1735, mas a pequena capela só foi consagrada num pequeno recinto ao lado da entrada lateral em 1889. O título é uma referência à função do edifício, sede das cortes penais do Reino da Itália, e ao desejo de que os condenados fossem "reformados" pelas graças obtidas através da intercessão da Virgem Maria. 
A data de sua desconsagração é desconhecida, mas é possível que tenha ocorrido durante o regime fascista ou depois da proclamação da República (1946).